# 1745 a tudományban
Az 1745. év a tudományban és a technikában.

## Biológia
- Charles Bonnet publikálja első munkáját az entomológia terén Traité d'insectologie címmel.

## Csillagászat
- Jean-Philippe de Chéseaux felfedezi a Messier 17-et, a Messier 25-öt, a Messier 35-öt és az IC 4665-öt.

## Fizika
- Pieter van Musschenbroek feltalálja a Leyden-i palackot, egy eszközt ami elektromos töltést képes tárolni. Ez az első kondenzátor.

## Geográfia
- César-François Cassini de Thury leírja a róla elnevezett Cassini vetületet.

## Díjak
- Copley-érem: William Watson

## Születések
- január 6. – Jacques Étienne Montgolfier francia feltaláló († 1799)
- január 7. – Johan Christian Fabricius(wd) dán entomológus († 1808)
- február 18. – Alessandro Volta fizikus († 1827)
- november 30. – Jean-Louis Baudelocque(wd) francia szülészorvos († 1810)
- április 26. – Johann Anton Güldenstädt felfedező és természettudós († 1781)
- december 15. – Johann Gottfried Köhler(wd) német csillagász († 1801)
- december 28. – Juan Manuel de Ayala spanyol katonatiszt, felfedező († 1797)
- William Cumberland Cruikshank(wd) brit kémikus († 1800)

## Halálozások
- november 30. – Johann Bessler feltaláló (* 1680)
- Jacques de Noyon, felfedező (* 1688)